# Danh sách tác phẩm của Beethoven

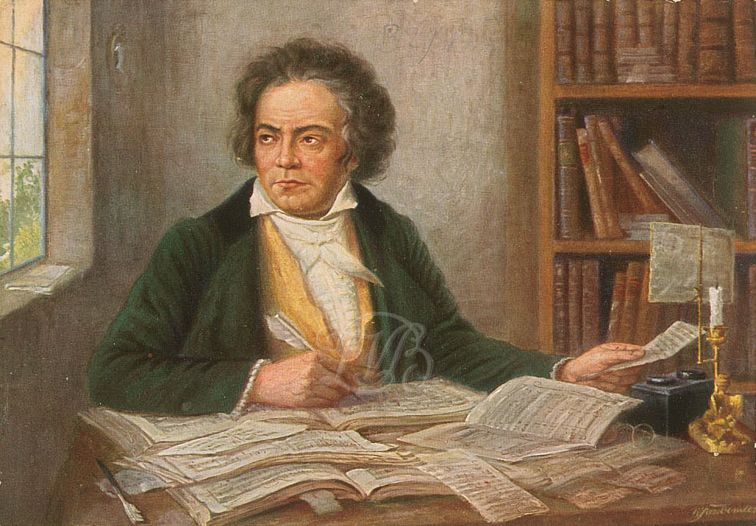
Fassbender Beethoven

Dưới đây là các sáng tác của nhà soạn nhạc thiên tài người Đức Ludwig van Beethoven

## Opera
Fidelio (1805, sửa lại năm 1806 và 1814)

## Nhạc cho các tác phẩm
Nhạc cho các tác phẩm:
- Ballet The Creatures of Prometheus (1801)
- Bi kịch Egmont của Johann Wolfgang von Goethe (1810)

## Mixa
2 bản

## Giao hưởng
- Số 1 (1800)
- Số 2 (1802)
- Số 3 (1804)
- Số 4 (1806
- Số 5 (1808)
- Số 6 (1808)
- Số 7 (1812)
- Số 8 (1812)
- Số 9 (1824)

## Overture
11 bản, trong đó có:
- Leonora số 3 (1806)
- Coriolan (1807)
- Egmont (1810)

## Concerto
7 bản, trong đó có:
- năm bản concerto cho piano
- một bản concerto cho violin
- một bản concerto cho bộ ba piano, violin và cello

## Nhạc thính phòng

### Lục tấu
2 bản

### Ngũ tấu
2 bản

### Tứ tấu
16 bản

### Tam tấu
6 bản cho piano

## Tác phẩm dành cho piano

### Sonata
- 32 bản
- 10 bản dành cho cả violin
- năm bản dành cho cả cello

### Biến tấu
22 bản

## Lied
Hơn 90 bản, nổi bật là liên khúc Gửi người yêu phương xa (1816)

## Cải biên
Cải biên dân ca Scotland, Ireland